# 북루손어군
북루손어군(영어: Northern Luzon languages)은 필리핀어군에 속한 어군이다. 주로 필리핀 루손섬 북부 코르디예라 산악 지대에서 쓰이는 언어들의 모임이다. 여기에 속하는 주요 언어로는 일로카노어, 팡가시난어, 이바나그어 등이 있다. 북루손어군은 필리핀어군 내에서 몇 안 되는 잘 확립된 대규모 분기군 중 하나이다.
Lawrence Reid (2018)는 아르타어와 동북루손어군이 북루손어군 내에서 각각 최상위 분기군이라고 주장했다.

## 분류
북루손어군에는 약 40개의 언어가 속하며 다음과 같이 분류된다.
- 일로카노어
- 카가얀밸리어군
  - 이스나그어
  - 1. 이바나그어군
    - 아타어
    - 이바나그어
    - 이타위스어
    - 요가드어

  - 2. 갓당·카가얀어군
    - 중앙 카가얀 아그타어
    - 갓당어 (Gaddang)
    - 가당어 (Ga'dang)
- 동남코르디예라어군
  - 1. 알타어군
    - 북알타어
    - 남알타어

  - 2. 중앙코르디예라어군
    - 이시나이어
    - 칼링가·이트네그어군
      - 이트네그어
      - 칼링가어
      - 핵심 코르디예라어군
        - 이푸가오어
        - 본톡·발랑가오어군
          - 발랑가오어
          - 본톡·캉카나에이어군
            - 본톡어
            - 캉카나에이어

  - 3. 남코르디예라어군
    - 일롱고트어
    - 팡가시난어군
      - 팡가시난어
      - 벵게트어군
        - 이발로이어
        - 이와크어
        - 칼랑구야어
        - 카라오어
- 동북루손어군[3]
  - 두파닝간 아그타어
  - (핵심)
    - 디나피게 아그타어
    - 카시구란 아그타어, 나그티푸난 아그타어
    - 파하난 아그타어, 파라난어
- 디카마이 아그타어 †
- 아르타어